# Kaosiungský přístav
Kaosiungský přístav je největší přístav na Tchaj-wanu. Nachází se na jihu ostrova poblíž města Kao-siung.

## Historie
Přístav byla původně přírodní laguna, než ji lidé přestavěli na moderní přístav. V 16. století vesnice založily na pobřeží město Takau, v současnosti jako Kao-siung. Kolonisté Nizozemské východoindické společnosti připluli do Takaua roku 1620 a začali s úpravou laguny. Přístav, původně pojmenovaný jako „přístav Takau“ (打狗港), se postupně rozrůstal za vlády království Tungning a říše Čching.
Během japonské nadvlády byly realizovány rozsáhlé úpravy vedoucí k vytvoření moderního přístavu. Výstavba probíhala ve třech etapách, první byla dokončenav roce 1908, druhá roku 1912 a třetí byla pozastavena kvůli druhé světové válce, během které byl přístav těžce poškozen bombardováním spojeneckými silami.
Po válce vláda Tchaj-wanu obnovila rozvoj přístavu. „Druhý přístav“ byl postaven roku 1975. V současnosti patří k dvaceti největším kontejnerovým přístavům na světě.

## Galerie

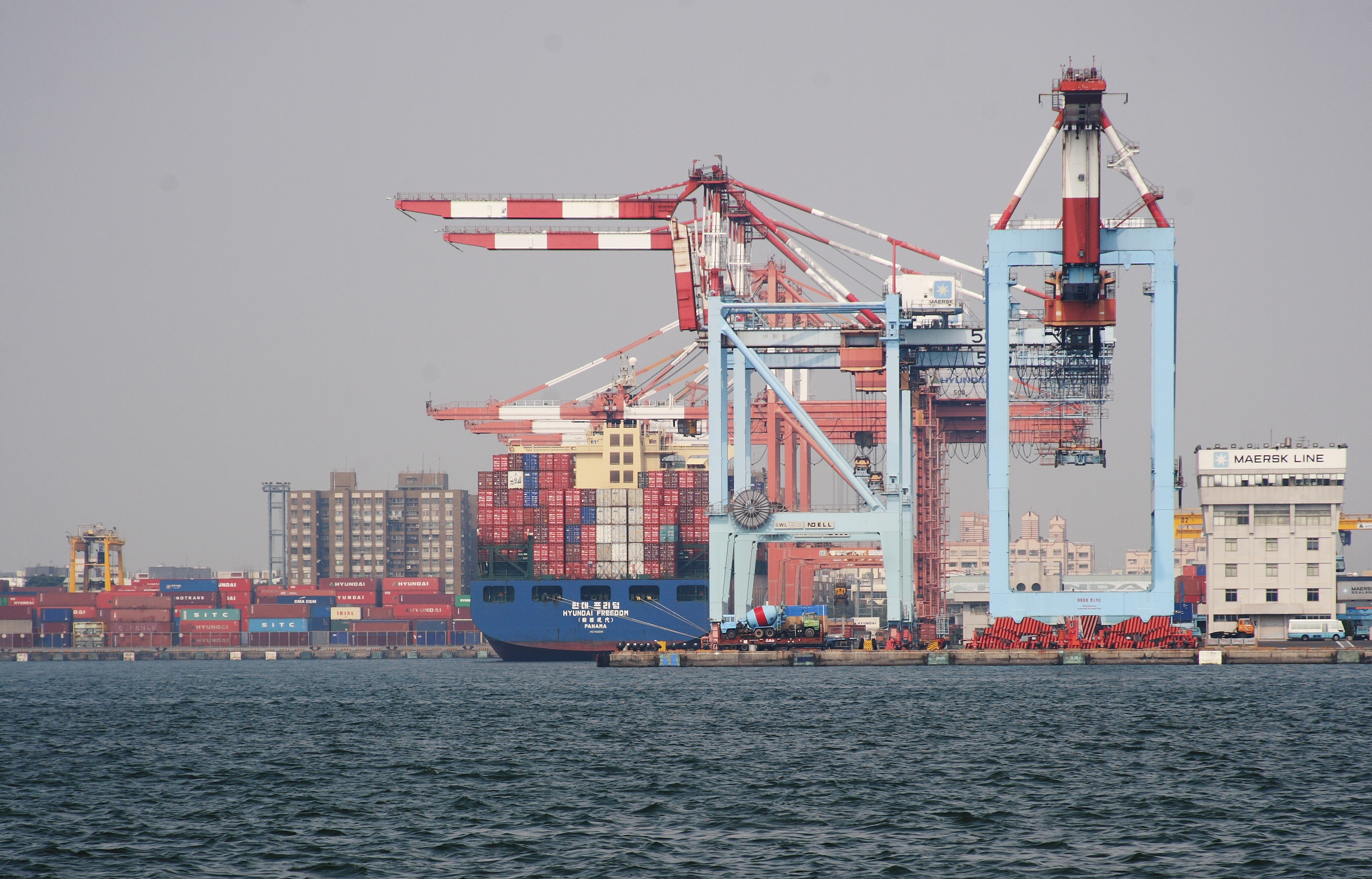
kontejnerový přístav
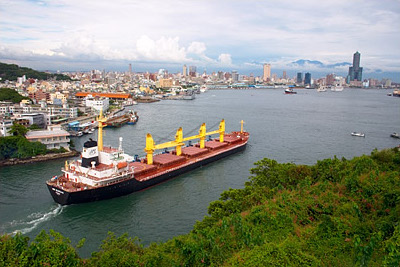
loď plující přístavem
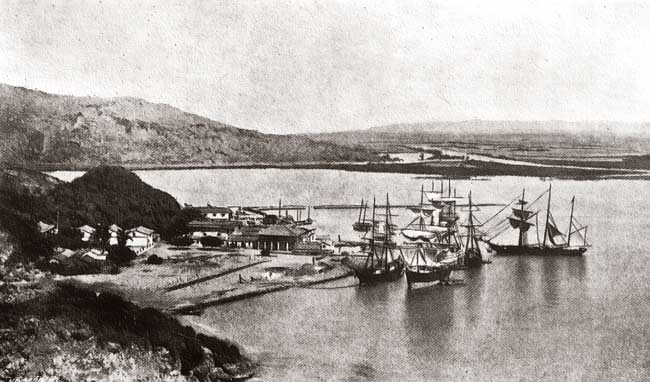
přístav Takau, 1897
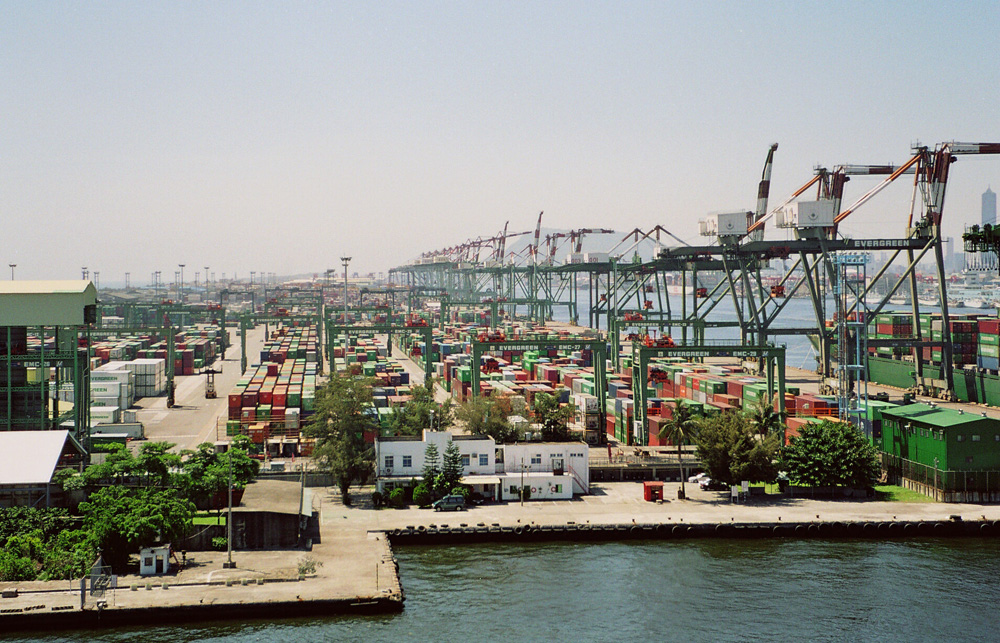
skladiště kontejnerů
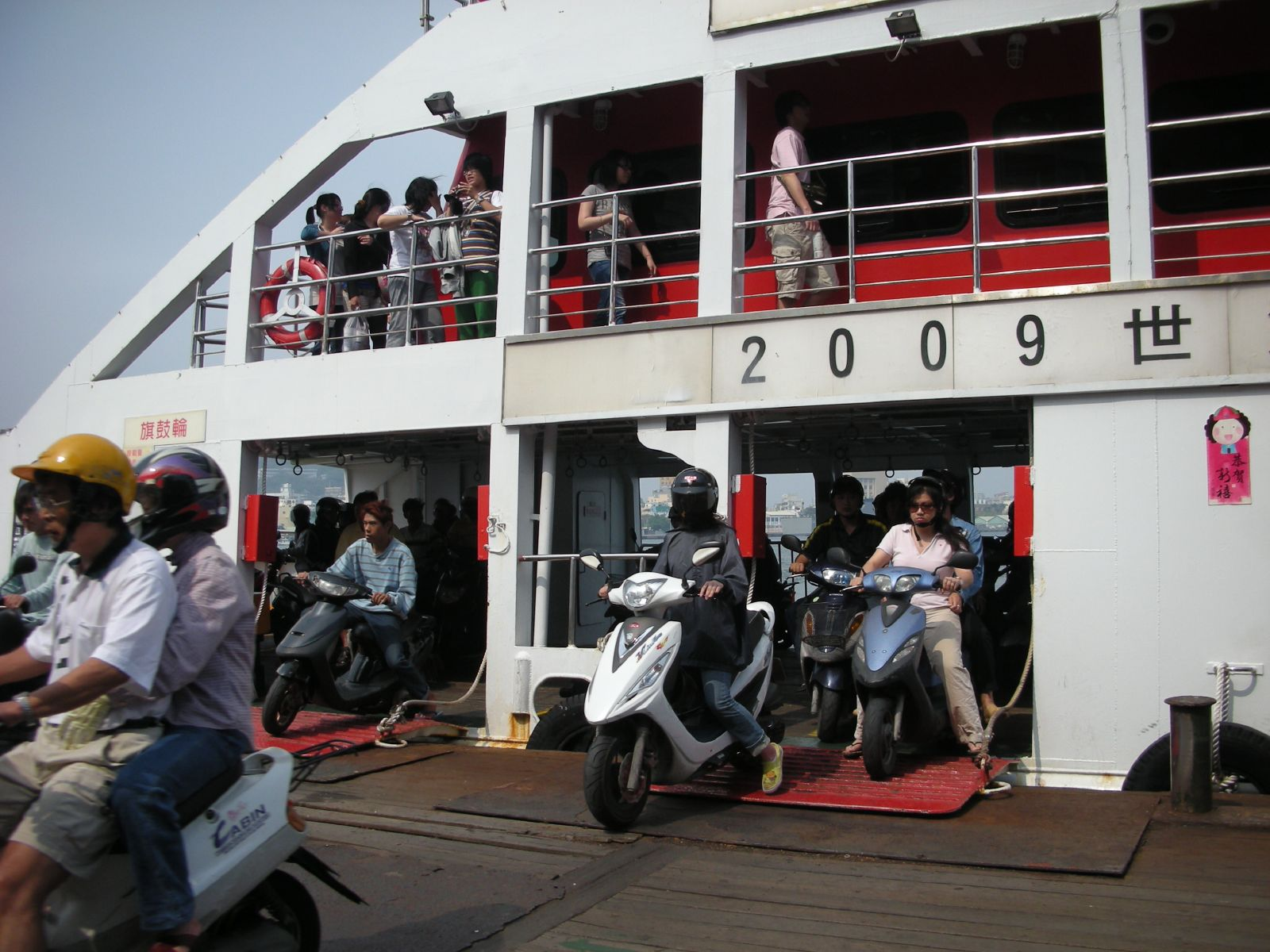
trajektová loď